# Astragale (flore)
Astragalus
Pour les articles homonymes, voir Astragale.
Genre
Synonymes
- Acanthyllis Pomel[2]
- Neodielsia Harms[2]

Les astragales sont des plantes de la famille des Fabacées appartenant au genre Astragalus. Avec plus de 2 500 espèces, le genre Astragalus est le plus important des Spermaphytes quant au nombre d'espèces.
Une partie des espèces correspondant au sous-genre Tragacantha, et contenant les espèces produisant la gomme adragante a été séparée du genre Astragalus pour former le genre Astracantha, qui a depuis été réintégré au genre Astragalus en 1997, faisant suite aux travaux de S. Zarre et de D. Podlech.

## Description
Les très nombreuses espèces d’Astragalus présentent une grande variété. Elles peuvent être, selon les espèces, annuelles ou pérennes, herbacées ou buissonnantes, et présenter des poils (blancs ou noirs) ou des épines ou encore être glabres. Les feuilles sont pennées (voir l'article Forme foliaire), mais encore une fois, la disposition des folioles varie selon les espèces : la feuille peut être paripennée, imparipennée, et dans de rares cas, les folioles sont disposés en verticille . Les stipules précédant les feuilles peuvent être verts ou membraneux, libres ou adhérent au pétiole, et engainent souvent la tige.
Les inflorescences sont des grappes qui apparaissent au niveau de bourgeons axillaires. Elles peuvent être pédonculées ou sessiles, lâches ou denses, à fleurs peu nombreuses ou nombreuses selon les espèces. Le calice présente des sépales souvent velus du côté interne, soudés en forme de cloche ou de tube, avec 5 dents libres ; ce calice est parfois marcescent, voire se développe en restant sur le fruit. La corolle est, comme chez la grande majorité des Fabaceae, asymétrique. Les étamines sont au nombre de 10 et l'ovaire contient de nombreux ovules.
Le fruit typique des Fabacées, la gousse multiséminée à déhiscence longitudinale, subit une modification morphologique : il se développe par introflexion une fausse-cloison longitudinale (issue de l'extension de la nervure médiane), la gousse étant le plus souvent à deux loges partiellement ou totalement individualisées. Les graines sont le plus souvent réniformes.

## Principales espèces

### Flore de France
- Astragalus alopecuroides L. -  Astragale fausse Queue-de-renard
- Astragalus alopecurus Pall. - Queue de renard des Alpes, Astragale vulpin
- Astragalus alpinus  L. - Astragale des Alpes
- Astragalus australis (L.) Lam. - Astragale du Sud
- Astragalus austriacus  Jacq. - Astragale d'Autriche
- Astragalus baionensis Loisel. - Astragale de Bayonne
- Astragalus boeticus L. - Astragale de Bétique
- Astragalus cicer L.  - Astragale Pois-chiche
- Astragalus crenatus Schult.
- Astragalus frigidus L. - Astragale des régions froides
- Astragalus glycyphyllos L. - Astragale à feuilles de réglisse
- Astragalus hamosus L. - Astragale à gousses en hameçon
- Astragalus hypoglottis L. - Astragale pourpre
- Astragalus monspessulanus L. - Astragale de Montpellier
- Astragalus tragacantha  L. - Astragale de Marseille
- Astragalus onobrychis L. - Astragale esparcette ou Fausse Esparcette
- Astragalus sempervirens Lam. - Astragale toujours vert ou Astragale aristé

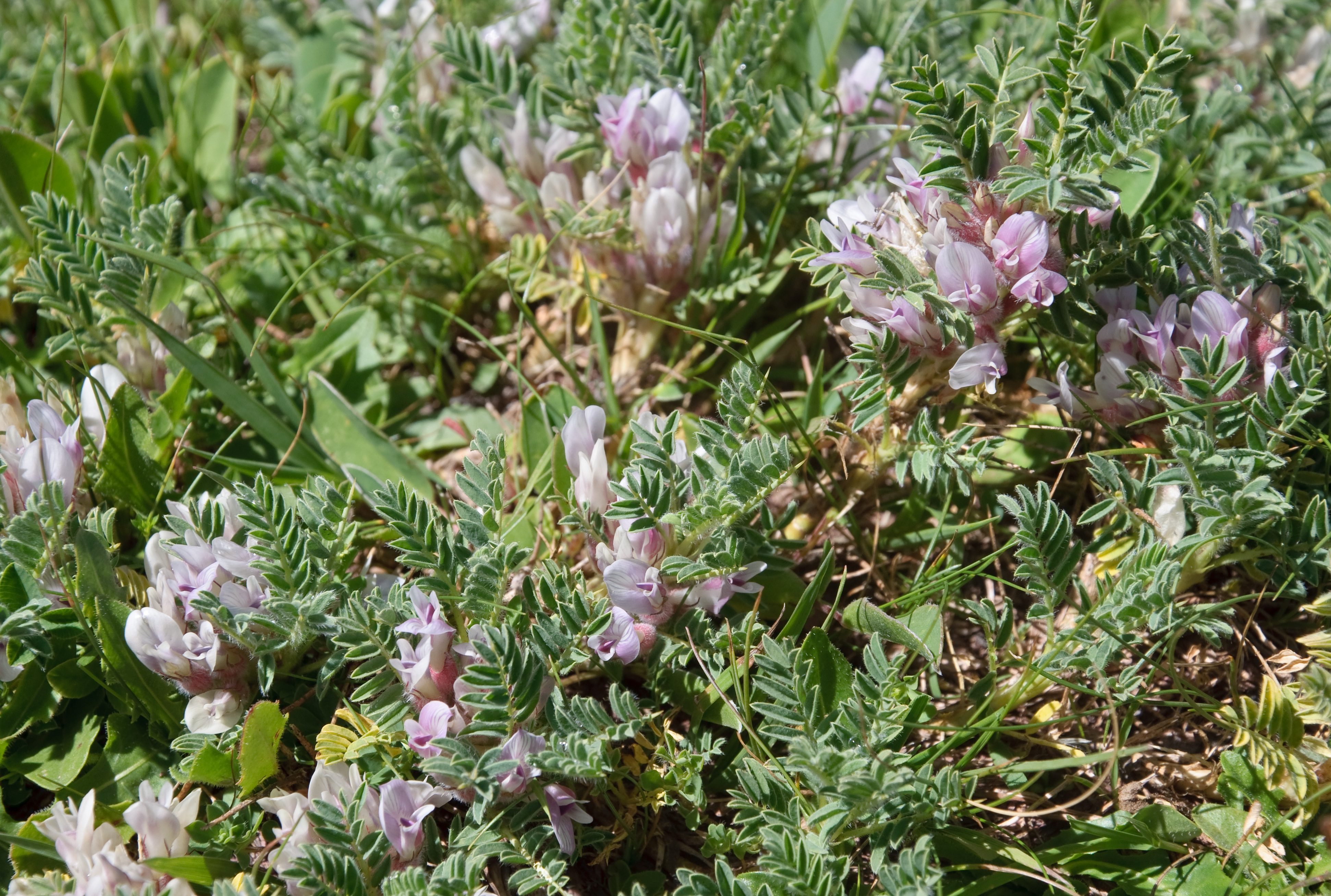
Astragalus sempervirens

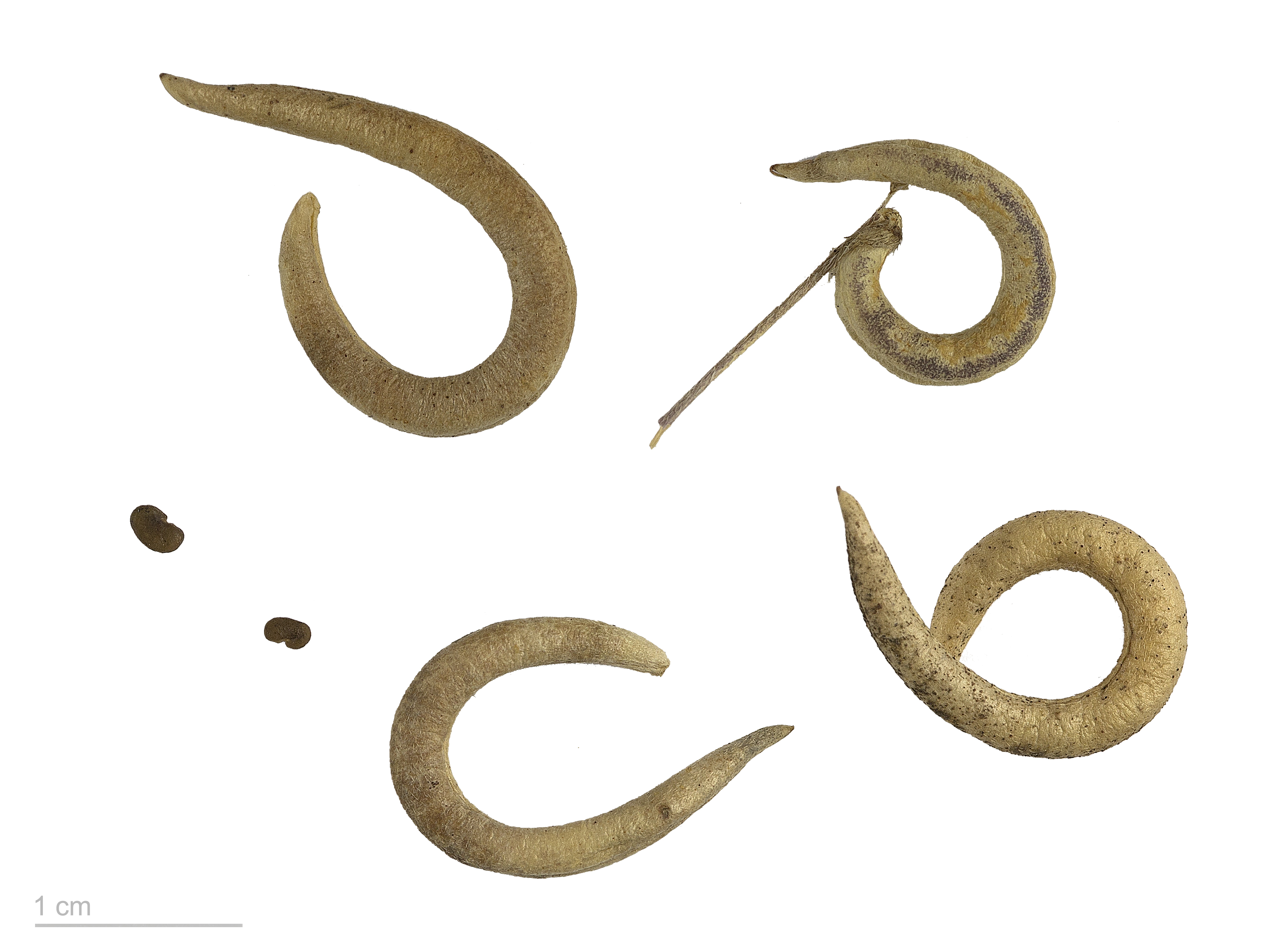
Gousses dAstragalus hamosus - Muséum de Toulouse

### Espèces nord-américaines
- Astragalus lentiginosus
- Astragalus amphioxys (Gray)
- Astragalus crassicarpus (caryocarpus) - Prune de terre nord-américaine
- Astragalus nutzotinensis J.Rousseau

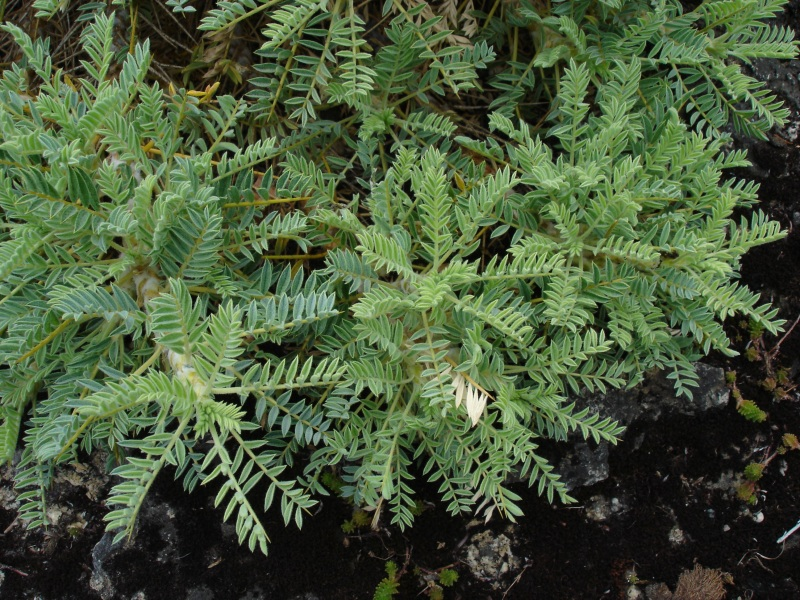
Astragalus microcephalus

…

### Liste des espèces
Selon ITIS (6 févr. 2012) :
- Astragalus accidens S. Watson
- Astragalus accumbens E. Sheld.
- Astragalus ackermanii Barneby
- Astragalus acutirostris S. Watson
- Astragalus adanus A. Nelson
- Astragalus adsurgens Pall.
- Astragalus aduncus Willd.
- Astragalus aequalis Clokey
- Astragalus agnicidus Barneby
- Astragalus agrestis Douglas ex G. Don
- Astragalus albens Greene
- Astragalus albulus Wooton & Standl.
- Astragalus allochrous A. Gray
- Astragalus alopecuroides L.
- Astragalus alopecurus Pall.
- Astragalus alpinus L.
- Astragalus altus Wooton & Standl.
- Astragalus alvordensis M.E. Jones
- Astragalus amblytropis Barneby
- Astragalus americanus (Hook.) M.E. Jones
- Astragalus amnis-amissi Barneby
- Astragalus amphioxys A. Gray
- Astragalus ampullarioides (S.L. Welsh) S.L. Welsh
- Astragalus ampullarius S. Watson
- Astragalus andersonii A. Gray
- Astragalus anemophilus Greene
- Astragalus angustifolius Lam.
- Astragalus anisus M.E. Jones
- Astragalus annularis Forssk.
- Astragalus anserinus N.D. Atwood, Goodrich & S.L. Welsh
- Astragalus applegatei M. Peck
- Astragalus aquilonius (Barneby) Barneby
- Astragalus arenarius L.
- Astragalus aretioides (M.E. Jones) Barneby
- Astragalus argophyllus Nutt.
- Astragalus aridus A. Gray
- Astragalus arizonicus A. Gray
- Astragalus arrectus A. Gray
- Astragalus arthurii M.E. Jones
- Astragalus asclepiadoides M.E. Jones
- Astragalus asotinensis Björk & Fishbein
- Astragalus asper Jacq.
- Astragalus asymmetricus E. Sheld.
- Astragalus atratus S. Watson
- Astragalus atropilosulus (Hochst.) Bunge
- Astragalus atropubescens J.M. Coult. & Fisher
- Astragalus atwoodii S.L. Welsh & K.H. Thorne
- Astragalus austiniae A. Gray ex W.H. Brewer & S. Watson
- Astragalus australis (L.) Lam.
- Astragalus austriacus Jacq.
- Astragalus barnebyi S.L. Welsh & N.D. Atwood
- Astragalus barrii Barneby
- Astragalus beathii Ced. Porter
- Astragalus beatleyae Barneby
- Astragalus beckwithii Torr. & A. Gray
- Astragalus bernardinus M.E. Jones
- Astragalus bibullatus Barneby & E.L. Bridges
- Astragalus bicristatus A. Gray
- Astragalus bisulcatus (Hook.) A. Gray
- Astragalus bodinii E. Sheld.
- Astragalus boeticus L.
- Astragalus bolanderi A. Gray
- Astragalus bourgaeanus Coss.
- Astragalus bourgovii A. Gray
- Astragalus brachycarpus M. Bieb.
- Astragalus brandegeei Porter
- Astragalus brauntonii Parish
- Astragalus brazoensis Buckley
- Astragalus breweri A. Gray
- Astragalus bryogenes Barneby
- Astragalus bungeanus Boiss.
- Astragalus californicus (A. Gray) Greene
- Astragalus callithrix Barneby
- Astragalus calycinus M. Bieb.
- Astragalus calycosus Torr. ex S. Watson
- Astragalus camptopus Barneby
- Astragalus campylorrhynchus Fisch. & C.A. Mey.
- Astragalus canadensis L.
- Astragalus captiosus Boriss.
- Astragalus caraganae Fisch. & C.A. Mey.
- Astragalus caricinus (M.E. Jones) Barneby
- Astragalus carminis Barneby
- Astragalus casei A. Gray
- Astragalus castaneiformis S. Watson
- Astragalus castetteri Barneby
- Astragalus centralpinus Braun-Blanq.
- Astragalus ceramicus E. Sheld.
- Astragalus cerussatus E. Sheld.
- Astragalus chaborasicus Boiss. & Hausskn.
- Astragalus chamaeleuce A. Gray
- Astragalus chamaemeniscus Barneby
- Astragalus chinensis L. f.
- Astragalus chloodes Barneby
- Astragalus chuskanus Barneby & Spellenb.
- Astragalus cibarius E. Sheld.
- Astragalus cicer L.
- Astragalus cimae M.E. Jones
- Astragalus clarianus Jeps.
- Astragalus clevelandii Greene
- Astragalus cliffordii S.L. Welsh & N.D. Atwood
- Astragalus cobrensis A. Gray
- Astragalus coccineus Brandegee
- Astragalus collinus (Hook.) Douglas ex G. Don
- Astragalus coltonii M.E. Jones
- Astragalus columbianus Barneby
- Astragalus coluteocarpus Boiss.
- Astragalus commixtus Bunge
- Astragalus concordius S.L. Welsh
- Astragalus congdonii S. Watson
- Astragalus conjunctus S. Watson
- Astragalus consobrinus (Barneby) S.L. Welsh
- Astragalus contortuplicatus L.
- Astragalus convallarius Greene
- Astragalus coodei D.F. Chamb. & V.A. Matthews
- Astragalus cornutus Pall.
- Astragalus cottamii S.L. Welsh
- Astragalus crassicarpus Nutt.
- Astragalus cremnophylax Barneby
- Astragalus crenatus Schult.
- Astragalus cronquistii Barneby
- Astragalus crotalariae (Benth.) A. Gray
- Astragalus curtipes A. Gray
- Astragalus curvicarpus (A. Heller) J.F. Macbr.
- Astragalus cusickii A. Gray
- Astragalus cutleri (Barneby) S.L. Welsh
- Astragalus cyaneus A. Gray
- Astragalus cymbicarpos Brot.
- Astragalus cymboides M.E. Jones
- Astragalus danicus Retz.

- Astragalus dasyanthus Pall.
- Astragalus deanei (Rydb.) Barneby
- Astragalus debequaeus S.L. Welsh
- Astragalus demetrii Kharadze
- Astragalus depressus L.
- Astragalus desereticus Barneby
- Astragalus desperatus M.E. Jones
- Astragalus deterior (Barneby) Barneby
- Astragalus detritalis M.E. Jones
- Astragalus diaphanus Douglas ex Hook.
- Astragalus didymocarpus Hook. & Arn.
- Astragalus distortus Torr. & A. Gray
- Astragalus diversifolius A. Gray
- Astragalus douglasii (Torr. & A. Gray) A. Gray
- Astragalus drabelliformis Barneby
- Astragalus drummondii Douglas ex Hook.
- Astragalus duchesnensis M.E. Jones
- Astragalus eastwoodiae M.E. Jones
- Astragalus echinatus Murray
- Astragalus edulis Durieu ex Bunge
- Astragalus egglestonii (Rydb.) Kearney & Peebles
- Astragalus emoryanus (Rydb.) Cory
- Astragalus endopterus (Barneby) Barneby
- Astragalus ensiformis M.E. Jones
- Astragalus epiglottis L.
- Astragalus episcopus S. Watson
- Astragalus equisolensis Neese & S.L. Welsh
- Astragalus eremiticus E. Sheld.
- Astragalus ertterae Barneby & Shevock
- Astragalus eucosmus B.L. Rob.
- Astragalus eurekensis M.E. Jones
- Astragalus eurylobus (Barneby) Barneby
- Astragalus falcatus Lam.
- Astragalus feensis M.E. Jones
- Astragalus filipes Torr. ex A. Gray
- Astragalus flavus Nutt. ex Torr. & A. Gray
- Astragalus flexuosus Douglas ex G. Don
- Astragalus fraxinifolius DC.
- Astragalus frigidus (L.) A. Gray
- Astragalus fucatus Barneby
- Astragalus funereus M.E. Jones
- Astragalus galegiformis L.
- Astragalus gambelianus E. Sheld.
- Astragalus geyeri A. Gray
- Astragalus gibbsii Kellogg
- Astragalus giganteus S. Watson
- Astragalus gilensis Greene
- Astragalus gilmanii Tidestr.
- Astragalus gilviflorus E. Sheld.
- Astragalus glaux L.
- Astragalus globiceps Bunge
- Astragalus glycyphylloides DC.
- Astragalus glycyphyllos L.
- Astragalus gracilis Nutt.
- Astragalus grayi Parry ex S. Watson
- Astragalus gummifer Labill.
- Astragalus gypsodes Barneby
- Astragalus hallii A. Gray
- Astragalus hamiltonii Ced. Porter
- Astragalus hamosus L.
- Astragalus harrisonii Barneby
- Astragalus hartwegii Benth.
- Astragalus heilii S.L. Welsh & N.D. Atwood
- Astragalus henrimontanensis S.L. Welsh
- Astragalus holmgreniorum Barneby
- Astragalus hoodianus Howell
- Astragalus hornii A. Gray
- Astragalus howellii A. Gray
- Astragalus humillimus A. Gray
- Astragalus humistratus A. Gray
- Astragalus hyalinus M.E. Jones
- Astragalus hypoglottis L.
- Astragalus hypoxylus S. Watson
- Astragalus incanus L.
- Astragalus inflatus DC.
- Astragalus inflexus Douglas ex Hook.
- Astragalus insularis Kellogg
- Astragalus inversus M.E. Jones
- Astragalus inyoensis E. Sheld.
- Astragalus iodanthus S. Watson
- Astragalus iodopetalus (Rydb.) Barneby
- Astragalus iselyi S.L. Welsh
- Astragalus jaegerianus Munz
- Astragalus jejunus S. Watson
- Astragalus johannis-howellii Barneby
- Astragalus kentrophyta A. Gray
- Astragalus kerrii P.J. Knight & Cully
- Astragalus knightii Barneby
- Astragalus laccoliticus (M.E. Jones) S.L. Welsh
- Astragalus lancearius A. Gray
- Astragalus lasioglottis Steven ex M. Bieb.
- Astragalus laxmannii Jacq.
- Astragalus layneae Greene
- Astragalus leibergii M.E. Jones
- Astragalus lemmonii A. Gray
- Astragalus lentiformis A. Gray
- Astragalus lentiginosus Douglas ex Hook.
- Astragalus leptaleus A. Gray
- Astragalus leptocarpus Torr. & A. Gray
- Astragalus leucolobus S. Watson ex M.E. Jones
- Astragalus limnocharis Barneby
- Astragalus lindheimeri Engelm. ex A. Gray
- Astragalus linifolius Osterh.
- Astragalus loanus Barneby
- Astragalus lonchocarpus Torr.
- Astragalus lotiflorus Hook.
- Astragalus lurorum Bornm.
- Astragalus lutosus M.E. Jones
- Astragalus lyallii A. Gray
- Astragalus macrodon (Hook. & Arn.) A. Gray
- Astragalus magdalenae Greene
- Astragalus malacoides Barneby
- Astragalus malacus A.Gray
- Astragalus megacarpus (Nutt.) A. Gray
- Astragalus melilotoides Pall.
- Astragalus michauxii (Kuntze) F.J. Herm.
- Astragalus microcymbus Barneby
- Astragalus microcystis A.Gray
- Astragalus micromerius Barneby
- Astragalus miguelensis Greene
- Astragalus minthorniae (Rydb.) Jeps.
- Astragalus misellus S.Watson
- Astragalus miser Douglas ex Hook.
- Astragalus missouriensis Nutt.
- Astragalus moencoppensis M.E. Jones
- Astragalus mohavensis S. Watson
- Astragalus mollissimus Torr.
- Astragalus molybdenus Barneby
- Astragalus mongholicus Bunge
- Astragalus monoensis Barneby
- Astragalus monspessulanus L.
- Astragalus montii S.L.Welsh
- Astragalus monumentalis Barneby
- Astragalus mulfordiae M.E. Jones
- Astragalus multiflorus (Pursh) A. Gray
- Astragalus musiniensis M.E.Jones
- Astragalus naturitensis Payson
- Astragalus neglectus (Torr. & A.Gray) E.Sheld.
- Astragalus nelsonianus Barneby
- Astragalus neomexicanus Wooton & Standl.
- Astragalus nevinii A. Gray
- Astragalus newberryi A. Gray
- Astragalus nidularius Barneby
- Astragalus nitidiflorus Jiménez & Pau
- Astragalus norvegicus Weber
- Astragalus nothoxys A.Gray
- Astragalus nudisiliquus A. Nelson
- Astragalus nutans M.E.Jones
- Astragalus nutriosensis M.J.Sand.
- Astragalus nuttallianus DC.
- Astragalus nuttallii (Torr. & A.Gray) J.T.Howell
- Astragalus nutzotinensis J.Rousseau
- Astragalus nyensis Barneby
- Astragalus obcordatus Elliott
- Astragalus obscurus S.Watson
- Astragalus oniciformis Barneby
- Astragalus onobrychis L.
- Astragalus oocalycis M.E.Jones
- Astragalus oocarpus A.Gray
- Astragalus oophorus S. Watson
- Astragalus oreganus Nutt.
- Astragalus osterhoutii M.E.Jones
- Astragalus oxyphysus A.Gray
- Astragalus pachypus Greene
- Astragalus pallescens M.Bieb.
- Astragalus palmeri A. Gray
- Astragalus panamintensis E.Sheld.
- Astragalus pardalinus (Rydb.) Barneby
- Astragalus parryi A.Gray
- Astragalus pattersonii A.Gray
- Astragalus pauperculus Greene
- Astragalus paysonii (Rydb.) Barneby
- Astragalus peckii Piper
- Astragalus pectinatus (Douglas ex Hook.) Douglas ex G.Don
- Astragalus penduliflorus Lam.
- Astragalus perianus Barneby
- Astragalus phoenix Barneby
- Astragalus pictiformis Barneby
- Astragalus pinonis M.E.Jones
- Astragalus piscator Barneby & S.L.Welsh
- Astragalus piutensis Barneby & Mabb.
- Astragalus plattensis Nutt.
- Astragalus platytropis A.Gray
- Astragalus polaris (Seem.) Benth. ex Hook.f.
- Astragalus polybotrys Boiss.
- Astragalus polycladus Bureau & Franch.
- Astragalus pomonensis M.E.Jones
- Astragalus ponticus Pall.
- Astragalus porrectus S.Watson
- Astragalus praelongus E.Sheld.
- Astragalus preussii A.Gray
- Astragalus proimanthus Barneby
- Astragalus proximus (Rydb.) Wooton & Standl.
- Astragalus pseudiodanthus Barneby
- Astragalus pterocarpus S. Watson
- Astragalus pubentissimus Torr. & A.Gray
- Astragalus pulsiferae A. Gray
- Astragalus puniceus Osterh.
- Astragalus purshii Douglas ex Hook.
- Astragalus pycnostachyus A. Gray
- Astragalus racemosus Pursh
- Astragalus rafaelensis M.E. Jones
- Astragalus rattanii A. Gray
- Astragalus ravenii Barneby
- Astragalus recurvus Greene
- Astragalus reflexus Torr. & A. Gray
- Astragalus remotus (M.E. Jones) Barneby
- Astragalus reventiformis (Rydb.) Barneby
- Astragalus reventus A. Gray
- Astragalus riparius Barneby
- Astragalus ripleyi Barneby
- Astragalus robbinsii (Oakes) A. Gray
- Astragalus rusbyi Greene
- Astragalus sabulonum A. Gray
- Astragalus sabulosus M.E. Jones
- Astragalus salmonis M.E. Jones
- Astragalus saurinus Barneby
- Astragalus scaphoides (M.E. Jones) Rydb.
- Astragalus schmolliae Ced. Porter
- Astragalus sclerocarpus A. Gray
- Astragalus scopulorum Porter
- Astragalus scorpioides Pourr. ex Willd.
- Astragalus scorpiurus Bunge
- Astragalus sepultipes (Barneby) Barneby
- Astragalus serenoi (Kuntze) E. Sheld.
- Astragalus sericoleucus A. Gray
- Astragalus serpens M.E. Jones
- Astragalus sesameus L.
- Astragalus sesquiflorus S. Watson
- Astragalus sheldonii (Rydb.) Barneby
- Astragalus shevockii Barneby
- Astragalus shortianus Nutt.
- Astragalus siliceus Barneby
- Astragalus siliquosus Boiss.
- Astragalus simplicifolius (Nutt.) A. Gray
- Astragalus sinicus L.
- Astragalus sinuatus Piper
- Astragalus solitarius M. Peck
- Astragalus sophoroides M.E. Jones
- Astragalus soxmaniorum Lundell
- Astragalus spaldingii A. Gray
- Astragalus sparsiflorus A. Gray
- Astragalus spatulatus E. Sheld.
- Astragalus speirocarpus A. Gray
- Astragalus stevenianus DC.
- Astragalus straturensis M.E. Jones
- Astragalus striatiflorus M.E. Jones
- Astragalus subcinereus A. Gray
- Astragalus subumbellatus Klotzsch
- Astragalus subvestitus (Jeps.) Barneby
- Astragalus succumbens Douglas ex Hook.
- Astragalus sulcatus L.
- Astragalus suprapilosus Gontsch.
- Astragalus tegetarioides M.E. Jones
- Astragalus tener A. Gray
- Astragalus tennesseensis A. Gray ex Chapm.
- Astragalus tephrodes A. Gray
- Astragalus tephrosioides Boiss.
- Astragalus terminalis S. Watson
- Astragalus tetrapterus A. Gray
- Astragalus thurberi A. Gray
- Astragalus tibetanus Benth. ex Bunge
- Astragalus tidestromii (Rydb.) Clokey
- Astragalus tiehmii Barneby
- Astragalus titanophilus Barneby
- Astragalus toanus M.E. Jones
- Astragalus toquimanus Barneby
- Astragalus tortipes J.L. Anderson & J.M. Porter
- Astragalus traskiae Eastw.
- Astragalus tricarinatus A. Gray
- Astragalus trichopodus (Nutt.) A. Gray
- Astragalus tridactylicus A. Gray
- Astragalus trimestris L.
- Astragalus troglodytus S. Watson
- Astragalus tweedyi Canby
- Astragalus tyghensis M. Peck
- Astragalus umbellatus Bunge
- Astragalus umbraticus E. Sheld.
- Astragalus uncialis Barneby
- Astragalus utahensis (Torr.) Torr. & A. Gray
- Astragalus utriger Pall.
- Astragalus vaccarum A. Gray
- Astragalus vaginatus Pall.
- Astragalus vallaris M.E. Jones
- Astragalus verus Olivier
- Astragalus vesicarius L.
- Astragalus vexilliflexus E. Sheld.
- Astragalus villosus Michx.
- Astragalus wardii A. Gray
- Astragalus waterfallii Barneby
- Astragalus webberi A. Gray ex W.H. Brewer & S. Watson
- Astragalus welshii Barneby
- Astragalus wetherillii M.E. Jones
- Astragalus whitneyi A. Gray
- Astragalus williamsii Rydb.
- Astragalus wingatanus S. Watson
- Astragalus wittmannii Barneby
- Astragalus woodruffii M.E. Jones
- Astragalus wootonii E. Sheld.
- Astragalus wrightii A. Gray
- Astragalus xiphoides (Barneby) Barneby
- Astragalus yoder-williamsii Barneby
- Astragalus zionis M.E. Jones

## Galerie

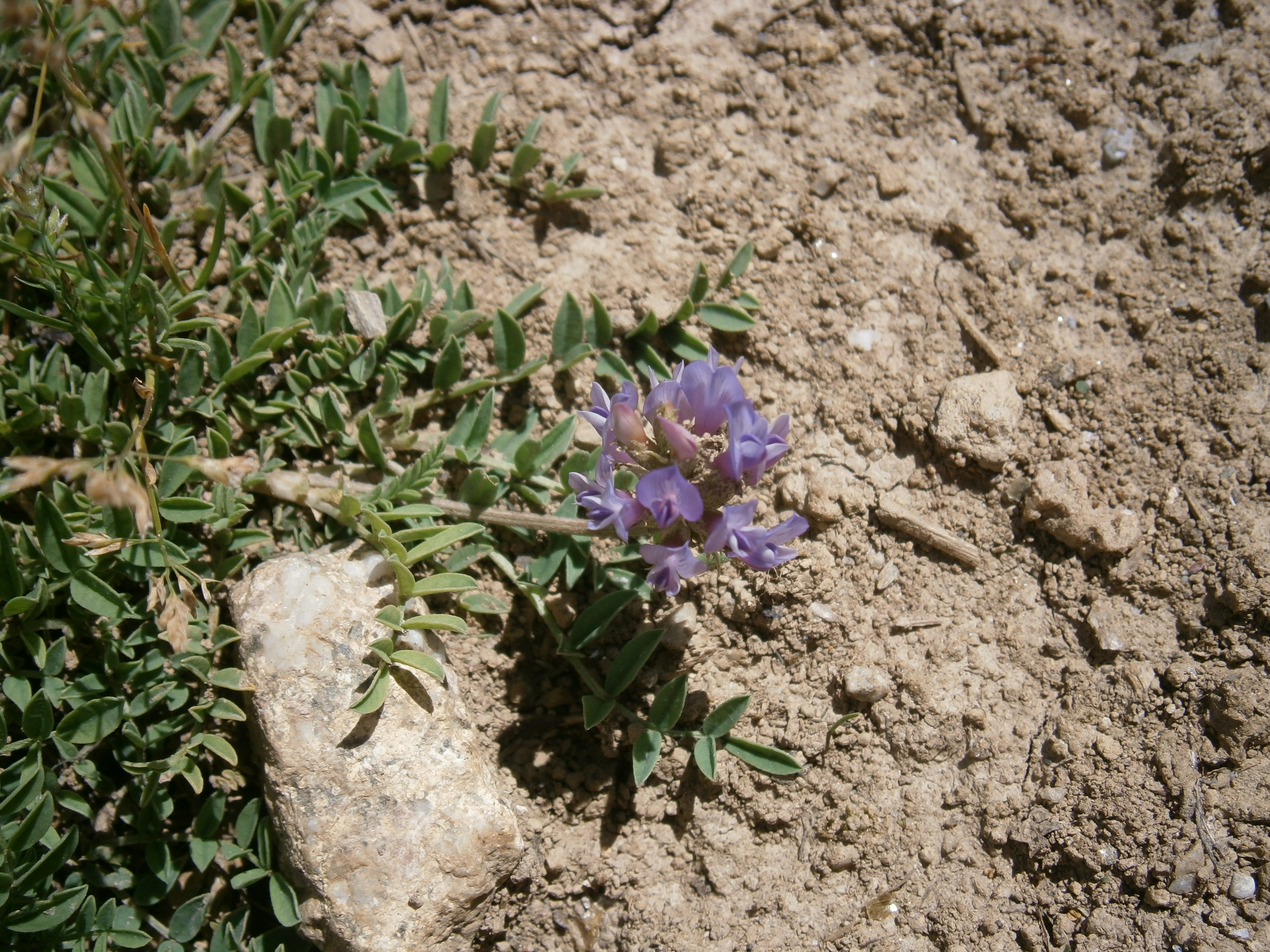
Astragalus leontinus.

## Utilisation
La médecine chinoise considère Astragalus penduliflorus ssp. mongholicus var. dahuricus (syn. Astragalus membranaceus ou Astragalus propinquus, la première des trois appellations devant probablement prévaloir) comme un tonique yang (Huang-Qi). La racine est utilisée en tisane ou soupe. La plante renforcerait l'« énergie », augmenterait le nombre de cellules souches afin de combattre les infections, guérirait les blessures, les infections respiratoires chroniques, les inflammations, aiderait à combattre le cancer, etc.
Une molécule extraite de la racine, le cycloastragenol, a été commercialisée sous le nom TA-65. Elle est vendue par ses exploitants comme activateur de télomérase. S'il a pu être observé que l'apport de cycloastragenol a activé les télomérases dans des cultures de cellules de souris atteintes de troubles génétiques du vieillissement et que certains indicateurs de santé ont été légèrement améliorés chez ces mêmes souris, l'extrapolation des résultats en ce qui concerne la durée de vie serait très hasardeuse. L'action de la télomérase et surtout les effets à court et long terme de son activation sont encore peu connus et controversés.
Une autre utilisation est dans la confection du nougat gaz. À l'origine le goût sucré de ce nougat provenait du gaz angobin, un exsudat produit par des arbustes du genre Astragalus.